# Biserica „Sfânta Treime” din Joltai
Biserica „Sf. Treime” este o biserică amplasată în Joltai, Găgăuzia, Republica Moldova. Este un monument arhitectural de importanță națională inclus în Registrul monumentelor Republicii Moldova ocrotite de stat cu nr. 186 (raionul Ceadîr-Lunga). Datează din 1895.